# Diecezja Évreux
Diecezja Évreux – diecezja Kościoła rzymskokatolickiego w północnej Francji, w metropolii Rouen. Jej powstanie datowane jest na III wiek. Obecne granice uzyskała w roku 1801.